# Wu Tung-lin
Wu Tung-lin (chiń. trad. 吳東霖; pinyin Wú Donglín; ur. 12 maja 1998 w Taizhongu) – tajwański tenisista, reprezentant kraju w rozgrywkach Pucharu Davisa.

## Kariera tenisowa
W karierze zwyciężył w jednym singlowym i jednym deblowym turnieju cyklu ATP Challenger Tour. Ponadto wygrał dwa singlowe turnieje rangi ITF.
W 2019 roku, podczas Uniwersjady w Neapolu, wraz z Tsengiem Chun-hsinem zdobył brązowy medal w grze drużynowej mężczyzn.
W rankingu gry pojedynczej najwyżej był na 178. miejscu (8 sierpnia 2022), a w klasyfikacji gry podwójnej na 330. pozycji (13 czerwca 2022).

### Zwycięstwa w turniejach ATP Challenger Tour

#### Gra pojedyncza
| Końcowy wynik | Nr | Data             | Turniej     | Nawierzchnia | Przeciwnik   | Wynik finału |
| ------------- | -- | ---------------- | ----------- | ------------ | ------------ | ------------ |
| Zwycięzca     | 1. | 24 kwietnia 2022 | Tallahassee | Ceglana      | Michael Mmoh | 6:3, 6:4     |

#### Gra podwójna
| Końcowy wynik | Nr | Data             | Turniej  | Nawierzchnia | Partner   | Przeciwnicy                 | Wynik finału      |
| ------------- | -- | ---------------- | -------- | ------------ | --------- | --------------------------- | ----------------- |
| Zwycięzca     | 1. | 3 listopada 2018 | Canberra | Twarda       | Evan Hoyt | Jeremy Beale Thomas Fancutt | 7:6(5), 5:7, 10–8 |